# Teoría de la actividad verbal
La teoría de la actividad verbal, desarrollada por psicólogos y psicolingüistas rusos y alemanes, como A.R. Luria (1980), se basa en el principio de que el lenguaje es una actividad social que busca unos fines determinados: se produce un enunciado con una intención concreta bajo ciertas condiciones necesarias para la consecución de un objetivo, al que siguen unas determinadas consecuencias. 
El locutor debe garantizar al interlocutor las condiciones necesarias para que este reconozca la intención y acepte realizar el objetivo, para lo que tendrá que realizar las adecuadas actividades lingüístico-cognitivas (repetir, completar, enfatizar, fundamentar, estimular, etc.). Entre los diferentes tipos de actividades realizadas por los interlocutores en una interacción tiene singular importancia la producción de inferencias (relaciones con aquello que el texto implica y que llenan las lagunas que presenta, basadas principalmente en el conocimiento enciclopédico y en los conocimientos compartidos entre los interlocutores), pues ningún texto posee de modo explícito toda la información necesaria para ser comprendido.
Por ejemplo: en el enunciado "Alberto entró en el bar, tomó una ración de paella y regresó al trabajo", habría que sobreentender que Alberto salió de su trabajo, que se sentó en una mesa del bar, que el camarero le preguntó lo que quería tomar, que luego pidió la cuenta y pagó, etc. Dado que las inferencias dependen de cada caso, son posibles lecturas diferentes de un mismo texto; sin tales inferencias, los textos deberían de ser más extensos.
- Datos: Q6141923